# Patrick J. Deneen
Patrick John Deneen (* 21. Juli 1964 in Hartford, Connecticut) ist ein US-amerikanischer Politikwissenschaftler und Hochschullehrer an der katholischen University of Notre Dame. Seine Themen sind die Kritik des Liberalismus und die Krise der amerikanischen Demokratie.

## Leben
Deneen studierte an der Rutgers University und erwarb einen B.A. in Anglistik (1986) und einen Ph.D. in Politikwissenschaft (1995). Dann lehrte er an der Princeton University (1997–2005) als Assistant Professor. An der Georgetown University (2005–2012) wurde er Gründungsdirektor des Tocqueville Forum on the Roots of American Democracy. Dann wurde er 2012 an die Notre Dame berufen. Seine Dissertation The Odyssey of Political Theory erhielt 1995 von der American Political Science Association den Leo Strauss Award for Best Dissertation in Political Philosophy.
Seinen Bestseller von 2018 Why Liberalism Failed empfahl Präsident Obama, weil viele Defizite der Liberalen angesprochen seien, die sie zu ihrem Schaden ignorierten. Er betonte allerdings auch, dass er die meisten Schlussfolgerungen Deneens nicht teile.
Er tritt für einen katholischen Kommunitarismus ein und beruft sich auf Denker wie Alexis de Tocqueville und Wendell Berry. Auch sein Doktorvater Wilson Carey McWilliams gehört dazu.
Deneen beklagt den wachsenden Rückzug der Wohlhabenden in sichere Enklaven. Der Glaube an sichere Gewissheiten sei geschwunden, das letzte Zeugnis gebe die Gender-Bewegung. Notwendig sei ein neues Verständnis von Freiheit, das Freisein von Trieben und Selbstbeschränkung bedeuten müsse. Zu begründen sei das im Naturrecht des Thomas von Aquin. Autorität sei wieder zu akzeptieren, der Glaube an historischen Fortschritt verfehlt. Sein Idol ist Tocqueville, der der Demokratie ein traditionelles sittliches Verständnis zugrunde gelegt habe. Sein Buch Regime Change (2023) plädiert für eine antiliberale Politik nach moralischen Standards „von der Kanzel“ herab. Dabei distanziert er sich von Trump, fürchtet aber für die Zukunft noch Schlimmeres, weil die führenden Eliten verantwortungslos seien.
Deneen war 2019 ein Redner auf der National Conservatism Conference in Washington, D.C. Er berief sich für den Nationalismus auf progressive Denker wie Woodrow Wilson, Theodore Roosevelt und Herbert Croly und verlangte eine Nation mit vielen ungestörten lokalen Initiativen. Im September 2019 hielt er eine Vorlesung The Crisis of Democracy im tschechischen Senat für das demokratiekritische Institut H21. Im November 2019 besuchte er bei einem Kongress Viktor Orbán in Budapest. Im November 2020 trat er der christdemokratischen American Solidarity Party als Ratgeber bei.
Zu den Anhängern seiner Thesen gehört auch der 2019 zum Katholizismus übergetretene US-amerikanische Vizepräsident J. D. Vance.

## Schriften
- The Odyssey of Political Theory, Rowman & Littlefield, Lanham 2000, ISBN 978-084769622-2.
- Democratic Faith, Princeton University Press, Princeton, NJ 2005. ISBN 9780691118710.
- Conserving America? Thoughts on Present Discontents, St. Augustine Press, South Bend, Indiana 2016, ISBN 978-158731915-0.
- Why Liberalism Failed, Yale University Press, New Haven 2018, ISBN 978030022344-6.
  - Warum der Liberalismus gescheitert ist. Übersetzung Britta Schröder. Müry Salzmann, Salzburg 2019, ISBN 978-399014187-8.
- Regime Change: Toward a Postliberal Future. Sentinel, New York 2023, ISBN 978-0-593-08691-9.